# Guinea-Bisáu en los Juegos Olímpicos de Atenas 2004
Guinea-Bisáu estuvo representado en los Juegos Olímpicos de Atenas 2004 por tres deportistas, un hombre y dos mujeres, que compitieron en dos deportes.
La portadora de la bandera en la ceremonia de apertura fue la luchadora Leopoldina Ross. El equipo olímpico no obtuvo ninguna medalla en estos Juegos.